# Mere Hüseyin Pascha
Mere Hüseyin Pascha (* 16. Jahrhundert; † im Juli 1624) war ein osmanischer Staatsmann mit albanischen Wurzeln. Er war 1622 und 1623 Großwesir des Osmanischen Reiches und zuvor zwischen 1620 und 1622 Statthalter des osmanischen Sultans im Eyâlet Ägypten. Er war vermutlich der einzige Großwesir, der kein Osmanisch sprach.

## Leben
Hüseyin Pascha wurde in der Mitte des 16. Jahrhunderts als Mitglied der mächtigen albanischen Begolli-Familie in der Region İpek (heute Peja) geboren. Vermutlich kam er im Rahmen der Knabenlese nach Konstantinopel und besuchte eine Enderun-Schule.
Er begann seine berufliche Laufbahn als aşcıbaşı (Chefkoch) des osmanischen Politikers Satırcı Mehmed Pascha und wurde bald Mitglied des Sipahi-Korps. Anschließend übernahm er eine Reihe von immer höheren Regierungsposten, bis er im Juli 1620 zum osmanischen Gouverneur für das Eyâlet Ägypten ernannt und zum Wesir befördert wurde.
Als Gouverneur von Ägypten wurde Hüseyin Pascha als „roh und ungehobelt“ beschrieben. Während seiner Amtszeit als Gouverneur verursachte die ausbleibende Nilschwemme in Ägypten eine weit verbreitete Dürre, die zu seiner Entlassung aus dem Amt im März oder April 1622 führte. Sein defterdar (vergleichbar mit dem Finanzminister) Hasan, der nach seiner Abreise vorübergehend als Gouverneur kommissarisch die Geschäfte führte, beschuldigte Hüseyin Pascha, Geld aus der Staatskasse und Ernten aus dem Getreidespeicher unterschlagen zu haben, und hinderte ihn daran, Kairo zu verlassen. Hüseyin Pascha zahlte 25.000 Golddinar, was ungefähr der Hälfte der in Frage stehenden Summe entsprach und behauptete, ein Einheimischer, der ihn nach der Aufgabe seines Amtes verunglimpfen wollte, solle den Rest bezahlen, weil er Hüseyin Pascha genau die Höhe der ausstehenden Summe ohnehin schulde. Daraufhin erhielt er die Erlaubnis zur Abreise. Als sich die Behörden jedoch an den Geldleihenden wandten, um das Geld einzutreiben, das Hüseyin Pasha ihm geliehen hatte, behauptete der, er habe Hüseyin Pascha bereits alles zurückbezahlt. Als diese Antwort Hüseyin Pascha übermittelt wurde, behauptete er, er sei unschuldig und der Kreditnehmer habe gelogen. Er erklärte sich jedoch bereit, die verbleibenden 25.000 Goldstücke zu zahlen, wenn man ihm als Gegenleistung den Lügner überlasse. Der amtierende Gouverneur akzeptierte diesen Vorschlag und übergab den Kreditnehmer an Hüseyin Pascha, der ihn folterte, tötete und sich die 25.000 Goldstücke nahm.
Nach diesen Ereignissen reiste Hüseyin Pasha nach Rumelien und hielt sich dort einige Monate auf. Am 13. Juni 1622 wurde der Pascha von Sultan Mustafa I. zum Großwesir ernannt und diente in dieser Funktion bis zum 8. Juli 1622. Der Sultan musste den Großwesir allerdings entlassen, nachdem die Janitscharen glaubten, dass Hüseyin Pascha ihren Anführer Derviş Ağa habe töten lassen. Nur kurz war dann Lefkeli Mustafa Pascha Großwesir, wurde allerdings bald von Gürcü Mehmed Pascha abgelöst. Aber auch dieser war nicht lange im Amt, weil ihn die Kapıkulu verdächtigten, die Abaza-Rebellion nicht ernst genug niederschlagen zu wollen. Am 5. Februar 1623 ernannte der Sultan Mere Hüseyin Pascha erneut zum Großwesir und beließ ihn bis zum 30. August 1623 im Amt.